# Acanthomegabunus
Genre
Acanthomegabunus est un genre d'opilions eupnois de la famille des Phalangiidae.

## Distribution
Les espèces de ce genre se rencontrent en Russie et au Kazakhstan.

## Liste des espèces
Selon World Catalogue of Opiliones (04/05/2021) :
- Acanthomegabunus altaicus Chemeris, 2015
- Acanthomegabunus sibiricus Logunov, Chemeris & Tsurusaki, 2000

## Publication originale
- Tsurusaki, Chemeris & Logunov, 2000 : « Two new species of Opiliones from Southern Siberia and Mongolia, with an establishment of a new genus and redefinition of the genus Homolophus (Arachnida: Opiliones: Phalangiidae). » Acta Arachnologica, vol. 49, no 1, p. 73–86 (texte intégral)..